# 莫斯科数学学会
莫斯科数学学会，是一个数学领域的俄罗斯学术性组织，成立于1864年9月27日。第一任主席为布拉什曼。

## 历届主席
- 布拉什曼(1864-1866)
- 达维多夫(1866-1886)
- 辛格尔(1886-1891)
- 布加耶夫(1891-1903)
- 尼古拉·茹科夫斯基(1905-1921)
- 叶戈罗夫(1923-1930)
- 科尔曼(1930-1932)
- 帕维尔·亚历山德罗夫(1932-1964)
- 安德雷·柯尔莫哥洛夫(1964–1966, 1973–1985)
- 以色列·盖尔范德(1966–1970)
- 伊戈尔·沙法列维奇(1970–1973)
- 诺维科夫(1985-1996)
- 弗拉基米尔·阿诺尔德(1996-)